# Robat-e Sang
Robat-e Sang (în persană رباطسنگ, de asemenea, romanizat ca Robāt Sang) este un oraș și capitala districtului Jolgeh Rokh, județul Torbat-e Heydarieh, provincia Razavi Khorasan, Iran. La recensământul din 2006, populația sa era de 1.344 de locuitori, în 384 de familii.